# Mas Castellar
|  | Per a altres significats, vegeu «Granja del Pas». |

El Mas Castellar és una masia aïllada a dos quilòmetres del nucli de Pontós (Alt Empordà) protegida com a bé cultural d'interès local.
Aquest edifici ha estat restaurat recentment, és una masia de planta baixa i pis amb la façana principal que dona a un pati-jardí. Aquesta façana té dos arcs de mig punt tant al primer com al segon pis, que han estat restaurats i s'hi han inscrit obertures rectangulars. A l'esquerra hi ha una porta d'accés amb un arc rebaixat a sobre de la qual hi ha una petita finestra. La façana lateral té un altre cos que actualment s'utilitzen com a paller i com a garatge. Aquest últim té l'accés a través d'un arc rebaixat. Aquest cos té una terrassa com a coberta que connecta amb les obertures del primer pis d'aquesta façana lateral. La zona del paller té una coberta a una vessant. La façana posterior de la masia té petites obertures a la part superior, possiblement d'època posterior a la construcció original, i destaca d'aquesta façana la cantonada amb grans carreus. A davant d'aquesta façana posterior hi ha una altra construcció que funciona com a estable, amb la coberta interior amb bigues de fusta i amb un gran contrafort a l'exterior com a element sustentant. L'altra façana lateral ha estat molt restaurada però en destaca una mena de torre amb un paredat amb grans carreus a la base, i amb maons a la part superior. És difícil veure la resta de la construcció a causa de la vegetació.
A prop d'aquesta casa de pagès hi ha el Jaciment Arqueològic de Puig Castellar, amb un poblat ibèric i diversos assentaments del segle III. El 2023 van buscar una poció al·lucinògena que es feia servir a l’antiga Grècia i es deia kykeon.